# Юлин, Анатолий Иванович
Анато́лий Ива́нович Ю́лин (9 марта 1929, Бекетово, Тульская губерния — 29 августа 2002, Минск) — спортсмен-легкоатлет; чемпион Европы (1954) в беге на 400 метров с барьерами. Заслуженный мастер спорта СССР (1954), Заслуженный тренер БССР (1977), Заслуженный тренер СССР.

## Биография

### Образование
Окончил Белорусский институт физической культуры в 1953 году.

### Спортсмен
Воспитанник Бориса Левинсона. В 1949 году включён в сборную СССР. В сборной тренировался под руководством заслуженного тренера СССР Вячеслава Садовского. Обладая филигранной техникой и высокой частотой шагов между барьерами, относительно низкорослый Юлин довёл расхождение в пробегании гладкой и барьерной дистанции до 1,2 секунды.

### После спорта
Ещё продолжая выступать в соревнованиях, в течение нескольких лет вёл преподавательскую работу на кафедре лёгкой атлетики минского института физкультуры. После выступления на чемпионате Европы 1958 года в Стокгольме закончил спортивную карьеру и начал работать с двумя группами барьеристов, не оставляя работу на кафедре.

### Тренер
В 1980—1989 годах — тренер сборной СССР и Белоруссии.
Анатолий Юлин тренировал только барьеристов (исключения — Александр Трощило — бег на 400 метров и средневик Владимир Подоляко).
Первый мастер спорта, воспитанный им — Борис Кристанович (в дальнейщем — старший тренер сборной БССР по спринтерскому и барьерному бегу).
У Юлина тренировались:
- Имант Куклич
- Александр Васильев
- Татьяна Курочкина

В сборной работал с первой группой женщин-барьеристок на 400 метров (Ольга Клейн, Людмила Поппе, Марина Сидорова, Татьяна Сторожева, Татьяна Зеленцова, Ингрида Баркане и Марина Степанова-Макеева).

## Результаты

### Соревнования
| Год  | Соревнование            | Город     | Дистанция | Дата         | Результат        | Место                   | Видео/Фото/ Кинограмма |
| ---- | ----------------------- | --------- | --------- | ------------ | ---------------- | ----------------------- | ---------------------- |
| 1949 | Студенческие игры       | Будапешт  | 400 м с/б | август       |                  | 4                       |                        |
| 1952 | Летние Олимпийские игры | Хельсинки | 400 м с/б | 20 июля      | 53,6             | 1 Q (забег 3)           |                        |
| 1952 | Летние Олимпийские игры | Хельсинки | 400 м с/б | 20 июля      | 52,4             | 2 Q (четвертьфинал 1)   |                        |
| 1952 | Летние Олимпийские игры | Хельсинки | 400 м с/б | 21 июля      | 52,1 PB          | 3 Q (полуфинал 1)       |                        |
| 1952 | Летние Олимпийские игры | Хельсинки | 400 м с/б | 21 июля      | 52,8             | 4                       |                        |
| 1953 | Студенческие игры       | Бухарест  | 400 м с/б | август       | 51,8             | II                      |                        |
| 1954 | Студенческие игры       | Будапешт  | 400 м с/б | август       | 51,9             | I                       |                        |
| 1954 | Чемпионат Европы        | Берн      | 400 м с/б | 26 августа   | 52,1             | 1 Q (забег 3)           |                        |
| 1954 | Чемпионат Европы        | Берн      | 400 м с/б | 28 августа   | 51,6             | 1 Q (полуфинал 1)       |                        |
| 1954 | Чемпионат Европы        | Берн      | 400 м с/б | 29 августа   | 50,5 MR, NR*     | I                       |                        |
| 1955 | Студенческие игры       | Варшава   | 400 м с/б | 1—14 августа | 52,2             | II                      |                        |
| 1956 | Летние Олимпийские игры | Мельбурн  | 400 м с/б | 23 ноября    | 52,1             | 1 Q (забег 6)           |                        |
| 1956 | Летние Олимпийские игры | Мельбурн  | 400 м с/б | 23 ноября    | 51,79            | 5 NQ (полуфинал 1)      |                        |
| 1956 | Летние Олимпийские игры | Мельбурн  | 4×400 м   | 30 ноября    | 3.11,2 (3.11,27) | 8 NQ (3 в полуфинале 3) |                        |
| 1958 | Чемпионат Европы        | Стокгольм | 400 м с/б | 20 августа   | 52,5             | 1 Q (забег 2)           |                        |
| 1958 | Чемпионат Европы        | Стокгольм | 400 м с/б | 21 августа   | 51,3             | 2 Q (полуфинал 2)       |                        |
| 1958 | Чемпионат Европы        | Стокгольм | 400 м с/б | 22 августа   | 52,3             | 5                       |                        |

1. ↑  Состав команды: Константин Грачёв, Юрий Литуев, Анатолий Юлин, Ардалион Игнатьев

| Год  | Город     | Дистанция | Дата                    | Результат | Место |
| ---- | --------- | --------- | ----------------------- | --------- | ----- |
| 1948 | Харьков   | 400 м с/б | 5—12 сентября           |           | 4     |
| 1949 | Москва    | 400 м с/б | 3—9 сентября            |           | 4     |
| 1951 | Минск     | 400 м с/б | 26 августа — 1 сентября | 53,6      | III   |
| 1952 | Ленинград | 400 м с/б | 24—30 августа           | 52,9      | II    |
| 1953 | Москва    | 400 м с/б | 24 августа              | 50,9      | II    |
| 1954 | Киев      | 400 м с/б | 17—23 сентября          | 51,1      | II    |
| 1955 | Тбилиси   | 400 м с/б | 13—17 ноября            | 52,6      | III   |
| 1957 | Москва    | 200 м с/б | 28 августа — 2 сентября | 23,9      | II    |
| 1957 | Москва    | 400 м с/б | 28 августа — 2 сентября | 52,3      | III   |
| 1958 | Таллин    | 400 м с/б | 19—21 июля              | 52,4      | II    |

## Награды
- Медаль «За трудовую доблесть» (27.04.1957) — «за успехи, достигнутые в деле развития массового физкультурного движения в стране, повышения мастерства советских спортсменов, и успешное выступление на международных соревнованиях»